# La Maya
La Maya es un municipio y localidad española de la provincia de Salamanca, en la comunidad autónoma de Castilla y León. Se integra dentro de la comarca de la Tierra de Alba. Pertenece al partido judicial de Salamanca y a la Mancomunidad Pantano de Santa Teresa.
Su término municipal está formado por un solo núcleo de población, ocupa una superficie total de 7,02 km² y según los datos demográficos recogidos en el padrón municipal elaborado por el INE en el año 2017, cuenta con una población de 185 habitantes.
Los patrones de La Maya son el Apóstol Santiago y San Blas.

## Geografía
Integrado en la comarca de Tierra de Alba, se sitúa a 35 kilómetros de Salamanca. El término municipal está atravesado por la Autovía Ruta de la Plata (A-66) y por la carretera nacional N-630, entre los pK 373 y 374, además de por carreteras locales que conectan con los municipios vecinos de Pedrosillo de los Aires, Fresno Alhándiga y Montejo. 
El relieve del municipio está definido por la ribera del río Tormes por el este y algunas colinas en la zona occidental. La altitud oscila entre los 894 metros al oeste y los 830 metros a orillas del río Tormes. El pueblo se alza a 833 metros sobre el nivel del mar.  
| Noroeste: Fresno Alhándiga        | Norte: Fresno Alhándiga | Nordeste: Pelayos |
| Oeste: Pedrosillo de los Aires    |                         | Este: Pelayos     |
| Suroeste: Pedrosillo de los Aires | Sur: Montejo            | Sureste: Montejo  |

La zona urbana está bajo una loma, totalmente limitada, desde lo alto se pueden divisar las calles y los huertos, destacando especialmente el de Yuya.  En la zona domina la fauna piscícola (truchas, barbos) y la avifauna (patos, palomas, cigüeñas, grazas) y es zona de paso de grullas y estorninos. 

## Historia

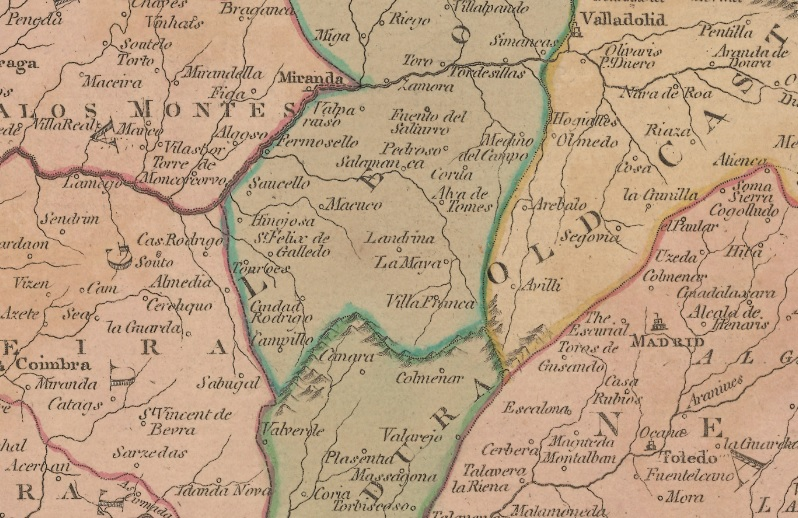
Detalle del mapa A new and accurate map of Spain & Portugal, realizado en 1700 por A. G. Whitehead, en el que se recoge la ubicación de La Maya.

Su fundación se remonta al siglo XIV, quedando integrado en el cuarto de Allende el Río de la jurisdicción de Alba de Tormes, dentro del Reino de León, denominándose entonces "Amaya". Con la creación de las actuales provincias en 1833, quedó encuadrada en la provincia de Salamanca, dentro de la Región Leonesa, formando parte del partido judicial de Alba de Tormes hasta la desaparición de este y su integración en el de Salamanca.

## Geografía humana

### Demografía
Cuenta con una población de 158 habitantes (INE 2024).
| Gráfica de evolución demográfica de La Maya entre 1842 y 2021                                                         |
| |
| Población de derecho según los censos de población del INE. Población de hecho según los censos de población del INE. |

### Transporte
El municipio está muy bien comunicado por carretera, atravesándolo la carretera nacional N-630 que une Gijón con Sevilla y permite dirigirse tanto a la capital provincial como a otros núcleos cercanos; en paralelo a esta carretera discurre la autovía Ruta de la Plata que tiene el mismo recorrido que la nacional y que cuenta con salida directa en La Maya, permitiendo unas comunicaciones más rápidas con el resto del país. Además en el municipio, en el entronque con la N-630 surge la DSA-213 que conecta con Castillejo. 
En cuanto al transporte público se refiere, tras el cierre de la ruta ferroviaria de la Vía de la Plata, que pasaba por el municipio no existen servicios de tren en el municipio ni en los vecinos, ni tampoco línea regular con servicio de autobús. Por otro lado el Aeropuerto de Salamanca es el más cercano, estando a unos 35 km de distancia.

## Administración y política
| Partido político                         | 2019  | 2019  | 2019       | 2015  | 2015  | 2015       | 2011  | 2011  | 2011       | 2007  | 2007  | 2007       | 2003  | 2003  | 2003       |
| Partido político                         | %     | Votos | Concejales | %     | Votos | Concejales | %     | Votos | Concejales | %     | Votos | Concejales | %     | Votos | Concejales |
| Partido Popular (PP)                     | 44,55 | 49    | 3          | 38,93 | 51    | 1          | 61,18 | 93    | 4          | 62,80 | 103   | 5          | 34,96 | 79    | 2          |
| Partido Socialista Obrero Español (PSOE) | 39,09 | 43    | 2          | 50,38 | 66    | 4          | 37,50 | 57    | 1          | 24,39 | 40    | 0          | 61,50 | 139   | 5          |
| Ciudadanos (Cs)                          | 24,55 | 27    | 0          | —     | —     | —          | —     | —     | —          | —     | —     | —          | —     | —     | —          |
| Coalición SI por Salamanca (SI)          | —     | —     | —          | —     | —     | —          | 19,08 | 29    | 0          | —     | —     | —          | —     | —     | —          |
| Unión del Pueblo Salmantino (UPSa)       | —     | —     | —          | —     | —     | —          | —     | —     | —          | 3,66  | 6     | 0          | —     | —     | —          |